# Območna liga 1990-1991
L'edizione 1990-1991 della Območna liga vide le promozioni di Zagorje e Beltinci, a cui si aggiunse quella del Primorje (dopo aver vinto il playoff contro la seconda dell'altro girone) a completamento degli organici della categoria superiore.
Si trattava della seconda serie slovena (la quinta nella piramide calcistica jugoslava). Območna liga significa letteralmente "lega regionale", ma in realtà si trattava più propriamente di una lega interregionale, essendo suddivisa in due soli gironi (Slovenia occidentale e orientale), mentre le regioni statistiche della Slovenia sono dodici.
Con l'indipendenza della Slovenia dalla Jugoslavia al termine della stagione, la Lega Repubblicana Slovena si trasformò nella nuova 1.SNL (massima serie slovena), mentre l'Območna liga divenne la nuova 2.SNL (campionato cadetto sloveno).

## Girone ovest
|                     | Pos. | Squadra         | Pt | G  | V  | N  | P  | GF | GS | DR  |
| ------------------- | ---- | --------------- | -- | -- | -- | -- | -- | -- | -- | --- |
|                     | 1.   | Zagorje         | 40 | 25 | 16 | 8  | 1  | 38 | 10 | +28 |
|                     | 2.   | Primorje        | 39 | 25 | 18 | 3  | 4  | 45 | 13 | +32 |
|                     | 3.   | Svoboda Kisovec | 33 | 25 | 14 | 5  | 6  | 44 | 23 | +21 |
|                     | 4.   | Triglav         | 30 | 25 | 13 | 4  | 8  | 37 | 27 | +10 |
|                     | 5.   | Brda            | 27 | 25 | 11 | 5  | 9  | 41 | 33 | +8  |
|                     | 6.   | Tabor Sežana    | 27 | 25 | 11 | 5  | 9  | 39 | 35 | +4  |
|                     | 7.   | Slavija Vevče   | 24 | 25 | 8  | 8  | 9  | 31 | 27 | +4  |
|                     | 8.   | Stol Kamnik     | 23 | 25 | 8  | 7  | 10 | 27 | 32 | -5  |
|                     | 9.   | Bilje           | 21 | 25 | 5  | 11 | 9  | 18 | 26 | -8  |
|                     | 10.  | Ilirija         | 20 | 25 | 6  | 8  | 11 | 22 | 28 | -6  |
|                     | 11.  | Jesenice        | 18 | 25 | 5  | 8  | 12 | 25 | 51 | -26 |
|                     | 12.  | Branik Šmarje   | 17 | 25 | 6  | 5  | 14 | 29 | 41 | -12 |
|                     | 13.  | Sava Kranj      | 12 | 25 | 3  | 8  | 14 | 20 | 47 | -27 |
|                     | 14.  | Postumia        | 5  | 13 | 2  | 1  | 10 | 8  | 31 | -23 |
| Fonte: nk-virtus.si |      |                 |    |    |    |    |    |    |    |     |

Legenda:
      Promosso in Prva slovenska nogometna liga 1991-1992.
      Retrocesso nella divisione inferiore.
Note:
Due punti a vittoria, uno a pareggio, zero a sconfitta.

## Girone est
|                      | Pos. | Squadra                 | Pt | G  | V  | N  | P  | GF | GS | DR  |
| -------------------- | ---- | ----------------------- | -- | -- | -- | -- | -- | -- | -- | --- |
|                      | 1.   | Beltinci                | 40 | 26 | 17 | 6  | 3  | 64 | 17 | +47 |
|                      | 2.   | Dravinja                | 39 | 26 | 17 | 5  | 4  | 61 | 26 | +35 |
|                      | 3.   | Železničar Maribor      | 35 | 26 | 14 | 7  | 5  | 41 | 24 | +17 |
|                      | 4.   | Turnišče                | 34 | 26 | 15 | 4  | 7  | 46 | 24 | +22 |
|                      | 5.   | Bistrica                | 32 | 26 | 13 | 6  | 7  | 43 | 28 | +15 |
|                      | 6.   | Središče ob Dravi       | 28 | 26 | 12 | 4  | 10 | 33 | 35 | -2  |
|                      | 7.   | Rače                    | 25 | 26 | 9  | 7  | 10 | 34 | 37 | -3  |
|                      | 8.   | Kovinar Maribor         | 24 | 26 | 9  | 6  | 11 | 37 | 28 | +9  |
|                      | 9.   | Pohorje                 | 24 | 26 | 7  | 10 | 9  | 23 | 29 | -6  |
|                      | 10.  | Limbuš Pekre            | 21 | 26 | 8  | 5  | 13 | 27 | 35 | -8  |
|                      | 11.  | Partizan Slovenj Gradec | 19 | 26 | 8  | 3  | 14 | 23 | 38 | -15 |
|                      | 12.  | Dravograd               | 17 | 26 | 7  | 4  | 14 | 26 | 48 | -22 |
|                      | 13.  | Svoboda                 | 12 | 26 | 4  | 5  | 16 | 24 | 54 | -30 |
|                      | 14.  | Boc                     | 8  | 26 | 3  | 2  | 20 | 17 | 74 | -57 |
| Fonte: fsp.uni-lj.si |      |                         |    |    |    |    |    |    |    |     |

Legenda:
      Promosso in Prva slovenska nogometna liga 1991-1992.
      Retrocesso nella divisione inferiore.
Note:
Due punti a vittoria, uno a pareggio, zero a sconfitta.